# Jeziora (SIMC 1036862)
Jeziora – osada leśna w województwie kujawsko-pomorskim, w powiecie żnińskim, w gminie Rogowo.
W latach 1975–1998 miejscowość administracyjnie należała do województwa bydgoskiego.

## Miejscowości o nazwie Jeziora w gminie Rogowo
W gminie Rogowo istnieją 3 miejscowości podstawowe o nazwie Jeziora, w tym 2 osady leśne i 1 osada. Niniejszy artykuł dotyczy osady leśnej, która posiada identyfikator SIMC 1036862. Drugą z nich jest osada leśna Jeziora, która posiada identyfikator SIMC 1036856. Osada o nazwie Jeziora posiada identyfikator SIMC 0094159.